# Liste der Kulturdenkmale in Lübeck-Travemünde
- Karte mit allen Koordinaten:
- OSM |
- WikiMap

Die Liste der Kulturdenkmale in Lübeck-Travemünde beschreibt Kulturdenkmale im Stadtteil Lübeck-Travemünde der Hansestadt Lübeck (Stand: 7. November 2024).
Die Liste ist nach Straßen sortiert.
Die Bodendenkmale sind in der Liste der Bodendenkmale in Lübeck aufgeführt.

## Legende und Hinweise
In den Spalten befinden sich folgende Informationen:
- Objekt-ID: die Nummer des Kulturdenkmales
- Lage: die Adresse des Kulturdenkmales und die geographischen Koordinaten. Kartenansicht, um Koordinaten zu setzen. In der Kartenansicht sind Kulturdenkmale ohne Koordinaten mit einem roten Marker dargestellt und können in der Karte gesetzt werden. Kulturdenkmale ohne Bild sind mit einem blauen Marker gekennzeichnet, Kulturdenkmale mit Bild mit einem grünen Marker.
- Offizielle Bezeichnung: Bezeichnung des Kulturdenkmales
- Beschreibung: die Beschreibung des Kulturdenkmales
- Bild: ein Bild des Kulturdenkmales

In der Liste sind folgende Arten von Kulturdenkmalen erfasst: Bauliche Anlagen, Sachgesamtheiten, Mehrheit von baulichen Anlagen, Gründenkmale sowie Teile von baulicher Anlage. Bauliche Anlagen sind nicht entsprechend gekennzeichnet. Sachgesamtheiten und Mehrheiten von baulichen Anlagen sind einzeln erfasst sein mit der Angaben aus welchen Teilen sie bestehen. Zusätzlich können Teil davon als Bauliche Anlage erfasst sein, diese sind ebenfalls als „Teil von“ gekennzeichnet.

## Achterdeck
| Objekt-ID | Lage                                            | Offizielle Bezeichnung | Beschreibung | Bild                             |
| --------- | ----------------------------------------------- | ---------------------- | --- | -------------------------------- |
| 1116      | Achterdeck 23 -27 (53° 58′ 9″ N, 10° 52′ 30″ O) | Villenbau              | Schutzumfang: Auf das Äußere des Gebäudes - Freistehender, zweigeschossiger Villenbau mit hervorgehobenem dreigeschossigen, turmartigen Vorbau in prominenter Lage im Stil der „Schiffsarchitektur“; ca. 1930 erbaut - Schutzgrund: künstlerisch, städtebaulich, geschichtlich | weitere Fotos \| Fotos hochladen |

## Am Kurgarten
| Objekt-ID | Lage                                          | Offizielle Bezeichnung | Beschreibung | Bild                             |
| --------- | --------------------------------------------- | ---------------------- | --- | -------------------------------- |
| 1117      | Am Kurgarten 1 (53° 57′ 51″ N, 10° 52′ 41″ O) | Wohngebäude            | Schutzumfang: Auf das gesamte Gebäude mit umgebender Freifläche - 1907 errichtetes freistehendes Wohnhaus mit zwei Vollgeschossen über Souterrain sowie Dachgeschoss unter großem Mansarddach mit kleinen mittigen Zwerchhäusern an den Seiten und großen, seitlich versetzten an Vorder- und Rückseite. Vorder- und Rückfront jeweils mit Balkon im 1. Obergeschoss über rechteckig vorspringender Auslucht, Vorderfront mit Balkon im Dachgeschoss über halbrundem Erker - Schutzgrund: geschichtlich, städtebaulich | weitere Fotos \| Fotos hochladen |
| 1118      | Am Kurgarten 2 (53° 57′ 52″ N, 10° 52′ 41″ O) | Wohngebäude            | Schutzumfang: Auf das gesamte Gebäude - Vor 1914 errichtetes zweigeschossiges freistehendes, von allen Seiten auf Ansicht gestaltetes Wohngebäude über Souterrain mit rechtwinklig durchgeschossenen Mansarddächern - Schutzgrund: geschichtlich, städtebaulich | Fotos hochladen                  |

## Am Leuchtenfeld
| Objekt-ID     | Lage                                             | Offizielle Bezeichnung | Beschreibung | Bild                             |
| ------------- | ------------------------------------------------ | ---------------------- | --- | -------------------------------- |
| 1119 Wikidata | Am Leuchtenfeld 1 (53° 57′ 38″ N, 10° 52′ 46″ O) | Leuchtturm Travemünde  | Schutzumfang: Auf das Äußere des Bauwerkes Leuchtturm - älteste Bausubstanz von 1539; heutige klassizistische Formgebung nach 1827; ältester Leuchtturm an der deutschen Ostseeküste - Schutzgrund: technisch, wissenschaftlich, städtebaulich                              | weitere Fotos \| Fotos hochladen |
| 1120          | Am Leuchtenfeld 4 (53° 57′ 36″ N, 10° 52′ 44″ O) | Bootsschuppen          | Schutzumfang: Auf das Äußere des Gebäudes und die Slipanlage - Bootsschuppen der Deutschen Gesellschaft zur Rettung Schiffbrüchiger, heute Regattaschuppen des Lübecker Yacht-Clubs - Backsteinbau (Baujahr 1902) - Schutzgrund: geschichtlich, wissenschaftlich, technisch | weitere Fotos \| Fotos hochladen |

## Am Lotsenberg
| Objekt-ID | Lage                                            | Offizielle Bezeichnung    | Beschreibung | Bild |
| --------- | ----------------------------------------------- | ------------------------- | --- | ---- |
| 1639      | Am Lotsenberg 3 (53° 57′ 34″ N, 10° 52′ 25″ O)  | Wohn- und Geschäftshaus   | Schutzumfang: Auf das gesamte Gebäude ohne Anbauten - zweigeschossiges, 5x3-achsiges, zur Straße breit gelagertes Wohn- und Geschäftshaus unter Walmdach aus der 2. Hälfte des 18. Jhd. - Schutzgrund: geschichtlich, wissenschaftlich, städtebaulich | BW   |
| 1758      | Am Lotsenberg 17 (53° 57′ 38″ N, 10° 52′ 18″ O) | Aktualisierung vorgesehen | Aktualisierung vorgesehen | BW   |

## An der Bäk
| Objekt-ID | Lage                                         | Offizielle Bezeichnung | Beschreibung | Bild                             |
| --------- | -------------------------------------------- | ---------------------- | --- | -------------------------------- |
| 1121      | An der Bäk 30 (53° 57′ 33″ N, 10° 51′ 18″ O) | Deckungsbunker         | Schutzumfang: Auf das gesamte Gebäude - Deckungsbunker von 1938 mit Tarn-Bewuchs; Rechteckige Anlage von ca. 29×15 m Ausdehnung, größtenteils im Boden versenkt, Erhebung über Grund ca. 1,20 m. Je ein Zugangsgebäude an der südwestlichen und südöstlichen Ecke. Heutiger Zustand: komplett mit Sträuchern und Bäumen überwachsen, Zugänge blockiert. - Schutzgrund: geschichtlich, wissenschaftlich, städtebaulich | weitere Fotos \| Fotos hochladen |

## Auf dem Baggersand
| Objekt-ID | Lage                                              | Offizielle Bezeichnung      | Beschreibung | Bild |
| --------- | ------------------------------------------------- | --------------------------- | --- | ---- |
| 3189      | Auf dem Baggersand (53° 57′ 22″ N, 10° 51′ 46″ O) | Siedlung Auf dem Baggersand | Schutzumfang: Auf die städtebaulich wirksame Bausubstanz der Gebäude (Materialität, Fassaden, Kubatur, Dachform, begrünter Innenhof). - Die Siedlung Auf dem Baggersand in Travemünde ist ein herausragendes Beispiel der Architektur der späten 1930er Jahre im Lübecker Stadtgebiet - Mehrheit von baulichen Anlagen bestehend aus Auf dem Baggersand 2 - 6, Auf dem Baggersand 8 - 10, Auf dem Baggersand 12 - 14, Auf dem Baggersand 16 - 20, Auf dem Baggersand 22 – 24 und Auf dem Baggersand 26 - Schutzgrund: städtebaulich, künstlerisch, geschichtlich | BW   |

## Außenallee
| Objekt-ID | Lage                                         | Offizielle Bezeichnung | Beschreibung | Bild                             |
| --------- | -------------------------------------------- | ---------------------- | --- | -------------------------------- |
| 1122      | Außenallee 10 (53° 57′ 47″ N, 10° 52′ 41″ O) | Kurhaus                | Schutzumfang: Auf das Äußere des Gebäudes sowie erhaltenswerte ältere Teile im Inneren - Kurhaus, erbaut 1912/13 von den Hamburger Architekten Georg Radel und Franz Jacobsen; Heute: Arosa-Hotel - Schutzgrund: geschichtlich, wissenschaftlich, städtebaulich | weitere Fotos \| Fotos hochladen |

## Backbord
| Objekt-ID | Lage                                      | Offizielle Bezeichnung | Beschreibung | Bild                             |
| --------- | ----------------------------------------- | ---------------------- | --- | -------------------------------- |
| 1123      | Backbord 9 (53° 58′ 11″ N, 10° 52′ 35″ O) | Villa                  | Schutzumfang: Auf das gesamte Gebäude - Villa; erbaut 1904/05 nach dem Entwurf von dem Berliner Architekten Hermann Muthesius - Schutzgrund: geschichtlich, wissenschaftlich, städtebaulich | weitere Fotos \| Fotos hochladen |

## Bertlingstraße
| Objekt-ID     | Lage                                             | Offizielle Bezeichnung  | Beschreibung | Bild                                    |
| ------------- | ------------------------------------------------ | ----------------------- | --- | --------------------------------------- |
| 3958          | Bertlingstraße, Außenallee, Am Lotsenberg ()     | Kurgarten/Kalvarienberg | Gründenkmal | Direkt Bild zu diesem Denkmal hochladen |
| 3959          | Bertlingstraße, Kaiserallee, Strandpromenade ()  | Kursaal-Garten          | Gründenkmal | Direkt Bild zu diesem Denkmal hochladen |
| 1124          | Bertlingstraße 3 (53° 57′ 53″ N, 10° 52′ 40″ O)  | Wohngebäude             | Schutzumfang: Auf das gesamte Gebäude „Haus Tanneck“ - 1907 errichtetes zweigeschossiges freistehendes (im EG durch neuen Ladenanbau verunklärt) Wohngebäude - Schutzgrund: geschichtlich, städtebaulich | weitere Fotos \| Fotos hochladen        |
| 1125 Wikidata | Bertlingstraße 22 (53° 57′ 55″ N, 10° 52′ 36″ O) | Strandbahnhof           | Schutzumfang: Auf das gesamte Gebäude mit Bahnsteigen, auf den Vorplatz und die unmittelbar das Gebäude umgebenden Anlagen - Kopfbahnhof im internationalen Stil mit Jugendstilelementen; 1911/12 vom Architekten Fritz Klingholz - Schutzgrund: geschichtlich, wissenschaftlich, künstlerisch, städtebaulich | weitere Fotos \| Fotos hochladen        |

## Bollbrügg
| Objekt-ID | Lage                                                            | Offizielle Bezeichnung | Beschreibung | Bild                             |
| --------- | --------------------------------------------------------------- | ---------------------- | --- | -------------------------------- |
| 1640      | Bollbrügg 7, Ortsteil Teutendorf (53° 57′ 47″ N, 10° 50′ 12″ O) | Hofanlage Bollbrügg    | Schutzumfang: Auf die gesamte beschriebene Hofanlage, bestehend aus „Hauptgebäude, Wohnhaus, Backsteinscheune, Wohn-/Wirtschaftsgebäude, Feldscheune, Freifläche, strukturiert durch die Elemente Granitsteinmauer, Lindenallee Platzrondell und feldseitige Baumreihe“ - dreiseitige Hofanlage, bestehend aus drei raumbildenden Gebäuden sowie zwei nördlich davon gelegenen, untergeordneten Wirtschaftsgebäuden - Sachgesamtheit bestehend aus Bollbrügg 7 Backsteinscheune, Bollbrügg 7 Feldscheune, Bollbrügg 7 Hauptgebäude (Wohnhaus), Bollbrügg 7 Wohn-/Wirtschaftsgebäude - Schutzgrund: geschichtlich, wissenschaftlich, städtebaulich | BW                               |
| 1641      | Bollbrügg 9, Ortsteil Teutendorf (53° 57′ 52″ N, 10° 50′ 11″ O) | Wohnhaus Ruesch        | Schutzumfang: Auf das gesamte Gebäude - 1833 erbaute der Vollhufner, Hauptmann und Mitbegründer der Travemünder Liedertafel, Peter Hinrich Ruesch (* um 1795; † 6. Mai 1856) das beeindruckende Teutendorfer Wohnhaus in zweigeschossiger klassizistischer Backsteinbauweise, dessen Treppenaufgang steht unter Denkmalschutz. Das Gebäude gilt als Beispiel für den „ländlich herrschaftlichen Wohnbau großer Höfe“ in Ostholstein. - Massives Haus mit Ziegeldeckung - Schutzgrund: geschichtlich, künstlerisch | weitere Fotos \| Fotos hochladen |

## Gneversdorfer Kamp
| Objekt-ID | Lage                                                   | Offizielle Bezeichnung                  | Beschreibung | Bild                                    |
| --------- | ------------------------------------------------------ | --------------------------------------- | --- | --------------------------------------- |
| 2652      | Gneversdorfer Kamp 10 (53° 58′ 11″ N, 10° 51′ 10″ O)   | Wohn-Wirtschaftsgebäude (Gärtnerhaus)   | Schutzumfang: Auf das gesamte Gebäude auf umgebender Freifläche - Ziegelsichtiges ländliches Wohn-Wirtschaftsgebäude (Gärtnerhaus) unter flach geneigtem Pappdach aus dem späteren 19. Jhd - Schutzgrund: geschichtlich | BW                                      |
| 3942      | Gneversdorfer Kamp, Timmendorfer Weg ()                | Gartenanlage Gneversdorfer Kamp (Nr.10) | Gründenkmal | Direkt Bild zu diesem Denkmal hochladen |
| 1126      | Gneversdorfer Kamp 11 a (53° 58′ 11″ N, 10° 51′ 10″ O) | Hufnerhaus                              | Schutzumfang: Auf das gesamte Gebäude - Straßenseitig steht das Hufnerhaus von Hinrich und Anna Beuthien von 1786. Es ist eine Dreiständerkonstruktion mit einer Kübbung, einer Längsdurchfahrt sowie reetgedecktem Krüppelwalmdach - Fachwerk mit Bauerntanz und Ziegelmustern auf beiden Seiten der Giebel - Schutzgrund: geschichtlich, Kulturlandschaft prägend, wissenschaftlich, städtebaulich | weitere Fotos \| Fotos hochladen        |

## Godewind
| Objekt-ID     | Lage                                      | Offizielle Bezeichnung     | Beschreibung | Bild                             |
| ------------- | ----------------------------------------- | -------------------------- | --- | -------------------------------- |
| 1127          | Godewind 2 (53° 58′ 2″ N, 10° 52′ 31″ O)  | Villa                      | Schutzumfang: Auf das gesamte Gebäude - zweigeschossige Villa – ehem. Villa „Iduna“, erbaut zwischen 1906 und 1910 - Schutzgrund: künstlerisch, geschichtlich, städtebaulich, wissenschaftlich | Fotos hochladen                  |
| 1128          | Godewind 5 (53° 57′ 58″ N, 10° 52′ 31″ O) | Ehem. Auto-Service-Station | Schutzumfang: Auf das Äußere des gesamten bauzeitlichen Gebäudes, bestehend aus dem straßenseitigen, konkav geschwungenen Baukörper mit dem Eingangsbereich und dem nordwestlichen Anbau - Ehem. Auto-Service-Station, 1952-1954 erbaut nach Plänen des Architekten Waldemar Hüsing für die Firma „Travag“ GmbH/Edgar Kittner als 1. Autohaus dieser Firmengruppe; Seit 2019 in den Neubau eines Ferienwohnungskomplexes integriert. - Schutzgrund: wissenschaftlich, geschichtlich, städtebaulich | Fotos hochladen                  |
| 3940 Wikidata | Godewind, Fallreep ()                     | Godewindpark               | Denkmaltyp: Gründenkmal | weitere Fotos \| Fotos hochladen |

## Grönlandstraße
| Objekt-ID | Lage                                            | Offizielle Bezeichnung | Beschreibung | Bild |
| --------- | ----------------------------------------------- | ---------------------- | --- | ---- |
| 1642      | Grönlandstraße 80 (53° 58′ 4″ N, 10° 51′ 24″ O) | Mühle                  | Schutzumfang: Auf das Äußere des Gebäudes Gneversdorfer Mühle - hochgelegenes Haus von ca. 1830 in der Anlage eines Bauernhauses - Schutzgrund: geschichtlich, wissenschaftlich, städtebaulich | BW   |

## Großenhof
| Objekt-ID | Lage                                                          | Offizielle Bezeichnung | Beschreibung | Bild            |
| --------- | ------------------------------------------------------------- | ---------------------- | --- | --------------- |
| 1643      | Großenhof 4, Ortsteil Brodten (53° 59′ 12″ N, 10° 51′ 43″ O)  | Kate                   | Schutzumfang: Auf das Äußere einschl. Reetdachdeckung - Katen mit Reetdach - Schutzgrund: geschichtlich, städtebaulich | BW              |
| 1644      | Großenhof 10, Ortsteil Brodten (53° 59′ 11″ N, 10° 51′ 46″ O) | Hufnerhaus Karstedt    | Schutzumfang: Auf das Äußere einschl. Dachdeckung - Kombiniertes Wohn-/Wirtschaftsgebäude des 18. Jhd. - Altsächsisches Hufnerhaus von 1786 ausgeführt als Vierständerhaus, Hof Karstedt - Schutzgrund: geschichtlich, städtebaulich | Fotos hochladen |

## Ivendorfer Landstraße
| Objekt-ID | Lage                                                    | Offizielle Bezeichnung | Beschreibung | Bild                             |
| --------- | ------------------------------------------------------- | ---------------------- | --- | -------------------------------- |
| 1129      | Ivendorfer Landstraße 62 (53° 56′ 21″ N, 10° 50′ 31″ O) | Wohnhaus               | Schutzumfang: Auf das Äußere des Gebäudes - Wohngebäude mit Ziegeldeckung von 1823 (Inschrift); Hof Frähmcke - Es ist ein zweigeschossiger klassizistischer Backsteinbreitbau von sieben Achsen mit Pfannenwalmdach. Haustür mit Oberlicht und die zweiflügeligen Sprossenfenster mit zweiflügeligem Oberlicht aus der Entstehungszeit. - Schutzgrund: geschichtlich, städtebaulich, wissenschaftlich | weitere Fotos \| Fotos hochladen |

## Jahrmarktstraße
| Objekt-ID     | Lage                                               | Offizielle Bezeichnung          | Beschreibung | Bild                             |
| ------------- | -------------------------------------------------- | ------------------------------- | --- | -------------------------------- |
| 1139 Wikidata | Jahrmarktstraße (53° 57′ 25″ N, 10° 51′ 55″ O)     | St.-Lorenz-Kirche (evangelisch) | Schutzumfang: Auf das gesamte Kirchengebäude mit seiner Ausstattung sowie auf den Kirchhofsbereich. Bewegliche Gegenstände -auch Grabsteine- die nach 1870 entstanden sind bleiben außer Betracht, es sei denn, dass sie zusätzlich als denkmalgeschützt aufgeführt sind - St.-Lorenz-Kirche; Backsteinsaalbau aus der Zeit um 1557 mit Resten des 1522 durch Feuer zerstörten mittelalterlichen Vorgängerbaus - Schutzgrund: geschichtlich, wissenschaftlich, städtebaulich, künstlerisch | weitere Fotos \| Fotos hochladen |
| 1130          | Jahrmarktstraße 4 (53° 57′ 23″ N, 10° 51′ 55″ O)   | Eckhaus                         | Schutzumfang: Auf das Äußere des Gebäudes - Eckhaus mit geschweiftem dreiecksbekrönten Giebel aus der Zeit um 1800 - Schutzgrund: geschichtlich, wissenschaftlich, städtebaulich | weitere Fotos \| Fotos hochladen |
| 1131          | Jahrmarktstraße 5-7 (53° 57′ 23″ N, 10° 51′ 55″ O) | Backsteinhaus                   | Schutzumfang: Auf das Äußere des Gebäudes - Backsteinhaus mit abgeschweiftem Giebel des frühen 19. Jhd. - Schutzgrund: geschichtlich, wissenschaftlich, städtebaulich | weitere Fotos \| Fotos hochladen |
| 1132          | Jahrmarktstraße 6-8 (53° 57′ 24″ N, 10° 51′ 55″ O) | Querhaus                        | Schutzumfang: Auf das Äußere des Gebäudes - Querhaus in Fachwerk mit Dachausbau vermutlich 18. Jhd. - Schutzgrund: geschichtlich, wissenschaftlich, städtebaulich | weitere Fotos \| Fotos hochladen |
| 1133          | Jahrmarktstraße 13 (53° 57′ 23″ N, 10° 51′ 55″ O)  | Fachwerkhaus                    | Schutzumfang: Auf das gesamte Gebäude - Fachwerkhaus des 16./17. Jhd. an der Ecke der Jahrmarktstraße mit auf profilierten Konsolen vorgekragtem Fachwerkgiebel - Schutzgrund: geschichtlich, wissenschaftlich, städtebaulich | weitere Fotos \| Fotos hochladen |
| 1134          | Jahrmarktstraße 14 (53° 57′ 25″ N, 10° 51′ 52″ O)  | Gebäude im Backsteinrohbau      | Schutzumfang: Auf das Äußere des Gebäudes - Großes schlichtes Gebäude im Backsteinrohbau mit Mansarddach aus der Zeit um 1800; Ehemalige Schmiede, heute evangelisches Gemeindehaus - Schutzgrund: geschichtlich, wissenschaftlich, städtebaulich | Fotos hochladen                  |
| 1308          | Jahrmarktstraße 23 (53° 57′ 24″ N, 10° 51′ 51″ O)  | Wohnhaus                        | Schutzumfang: Auf das gesamte Gebäude unter einem Dach bestehend aus straßenseitigem Wohnteil und hofseitigem Wirtschaftsteil - Langgestrecktes eingeschossiges Gebäude unter Satteldach mit vorgeblendetem steinernen Ziergiebel zur Straße - Schutzgrund: geschichtlich, wissenschaftlich, städtebaulich | BW                               |

## Kaiserallee
| Objekt-ID     | Lage                                          | Offizielle Bezeichnung    | Beschreibung | Bild                             |
| ------------- | --------------------------------------------- | ------------------------- | --- | -------------------------------- |
| 1135 Wikidata | Kaiserallee 2 (53° 57′ 54″ N, 10° 52′ 46″ O)  | Casino                    | Schutzumfang: Auf das gesamte Gebäude sowie auf die Konzertmuschel im seeseitigen Garten - Erbaut 1913/14 als städtischer Kursaal von den Architekten Willy Glogner und Paul Vermehren; später Spielcasino, heute Atlantic Grand Hotel - Schutzgrund: geschichtlich, wissenschaftlich, städtebaulich | weitere Fotos \| Fotos hochladen |
| 1673          | Kaiserallee 3 (53° 57′ 54″ N, 10° 52′ 41″ O)  | Sommerhaus                | Schutzumfang: Auf das gesamte Gebäude mit großem Gartengrundstück - eingeschossiges Sommerhaus am Ende eines tiefen Gartengrundstücks, erbaut vor 1900 - Schutzgrund: städtebaulich, geschichtlich | BW                               |
| 1136          | Kaiserallee 5 (53° 57′ 55″ N, 10° 52′ 42″ O)  | Gästehaus im Bäderstil    | Schutzumfang: Auf das gesamte Gebäude mit teilweise erhaltener originaler schmiedeeiserner Grundstückseinfassung im Osten - Freistehendes zweigeschossiges Gästehaus im Bäderstil von 1898 mit rustikalem Holz- und filigranem Schmiedezierrat an Erkern; heute Villa Wellenrausch - Schutzgrund: geschichtlich, wissenschaftlich, städtebaulich | weitere Fotos \| Fotos hochladen |
| 1137          | Kaiserallee 6 (53° 58′ 1″ N, 10° 52′ 48″ O)   | Possehlhaus               | Schutzumfang: Auf das Äußere des Gebäudes - Ehem. Sommerhaus des Kaufmanns und Senators Emil Possehl, erbaut etwa in der Zeit 1906/1908; ehemals Haus Royal, heute Restaurant „Villa Mare“ - Schutzgrund: geschichtlich, wissenschaftlich, städtebaulich | weitere Fotos \| Fotos hochladen |
| 1138          | Kaiserallee 40 (53° 58′ 28″ N, 10° 52′ 58″ O) | Seebadeanstalt Möwenstein | Schutzumfang: Auf das gesamte Gebäude mit allen Bauteilen des Originalbaus von 1925 - Gebäude der Seebadeanstalt „Möwenstein“; 1925 von Baurat Friedrich Wilhelm Virck geplantes Familienbad; Langgestreckter eingeschossiger, zweiflügeliger Baukörper von ca. 80 m Länge, ziegelgefülltes Fachwerk mit gemauerten Eck- und Mittelpavillons. Mittelpavillon zur Seeseite halbrund vorspringend mit 6 toskanischen Halbsäulen, Dachfenster als Ochsenauge, zur Landseite halbrunder Säulenvorbau mit vier toskanischen Säulen und früherem Kassenschalter. Heute vom Lübecker Yacht-Club genutzt. - Schutzgrund: geschichtlich, wissenschaftlich, städtebaulich | weitere Fotos \| Fotos hochladen |

## Kirchenstraße
| Objekt-ID | Lage                                             | Offizielle Bezeichnung | Beschreibung | Bild                             |
| --------- | ------------------------------------------------ | ---------------------- | --- | -------------------------------- |
| 1140      | Kirchenstraße 3-5 (53° 57′ 26″ N, 10° 51′ 54″ O) | Stadtschule Travemünde | Schutzumfang: Auf den gesamten Gebäudekomplex inkl. Seitenflügel - Großes zweigeschossiges Gebäude des Klassizismus; Ziegelrohbau mit Dachausbau; Haustür aus der Entstehungszeit (inkl. Seitenflügel) - Schutzgrund: geschichtlich, wissenschaftlich, städtebaulich | weitere Fotos \| Fotos hochladen |

## Kurgartenstraße
| Objekt-ID | Lage                                                | Offizielle Bezeichnung  | Beschreibung | Bild                             |
| --------- | --------------------------------------------------- | ----------------------- | --- | -------------------------------- |
| 2585      | Kurgartenstraße 17 (53° 57′ 26″ N, 10° 52′ 0″ O)    | Fachwerkhaus            | Schutzumfang: Auf das Äußere des Gebäudes mit seitlichen Bauwichen auf tiefem Grundstück, sowie auf die Raumstruktur und das konstruktive Holzgefüge im Äußeren und Inneren des Gebäudes und der Keller - eineinhalbgeschossiges Fachwerkhaus mit Krüppelwalmdach des 18. Jhd. - Schutzgrund: geschichtlich, städtebaulich | BW                               |
| 1141      | Kurgartenstraße 35 (53° 57′ 27″ N, 10° 52′ 3″ O)    | Backsteinhaus           | Schutzumfang: Auf das Äußere des Gebäudes insbesondere die Fassade zur Kurgartenstraße - Klassizistisches Backsteinhaus aus der Zeit um 1800 - Schutzgrund: geschichtlich, wissenschaftlich, städtebaulich | Fotos hochladen                  |
| 1142      | Kurgartenstraße 37-39 (53° 57′ 27″ N, 10° 52′ 4″ O) | Haus mit Brettergiebel  | Schutzumfang: Auf das Äußere des Gebäudes insbesondere die Fassade zur Kurgartenstraße - Klassizistisches Haus mit Brettergiebel aus der Zeit um 1800 - Schutzgrund: geschichtlich, wissenschaftlich, städtebaulich | Fotos hochladen                  |
| 1144      | Kurgartenstraße 41 (53° 57′ 27″ N, 10° 52′ 4″ O)    | Backsteinhaus           | Schutzumfang: Auf das Äußere des Gebäudes insbesondere die Fassade zur Kurgartenstraße - Klassizistisches Backsteinhaus aus der Zeit um 1800 mit geschweiftem, dreiecksbekrönten Giebel und Vorbau - Schutzgrund: geschichtlich, wissenschaftlich, städtebaulich                                                           | Fotos hochladen                  |
| 1645      | Kurgartenstraße 69-71 (53° 57′ 28″ N, 10° 52′ 9″ O) | Wohn- und Geschäftshaus | Schutzumfang: Auf das gesamte Gebäude - Wohn- und Geschäftshaus mit straßenseitig bündig anschließendem traufständigen flachgedeckten Nebengebäude aus dem späten 19. Jhd. - Schutzgrund: geschichtlich, wissenschaftlich, städtebaulich                                                                                   | BW                               |
| 1146      | Kurgartenstraße 135 (53° 57′ 34″ N, 10° 52′ 21″ O)  | Haus für Sommergäste    | Schutzumfang: Fassade des Gebäudes einschl. des zweigeschossigem Verandenvorbau zur Kurgartenstraße - Travemünder Haus für Sommergäste, wie es im 19. Jhd. im Bereich des Badeortes entwickelt wurde - Schutzgrund: geschichtlich, wissenschaftlich, städtebaulich                                                         | weitere Fotos \| Fotos hochladen |
| 1147      | Kurgartenstraße 137 (53° 57′ 34″ N, 10° 52′ 22″ O)  | Haus für Sommergäste    | Schutzumfang: Fassade des Gebäudes einschl. des zweigeschossigem Verandenvorbau zur Kurgartenstraße - Travemünder Haus für Sommergäste, wie es im 19. Jhd. im Bereich des Badeortes entwickelt wurde - Schutzgrund: geschichtlich, wissenschaftlich, städtebaulich                                                         | Fotos hochladen                  |

## Mecklenburger Landstraße
| Objekt-ID | Lage                                                       | Offizielle Bezeichnung | Beschreibung | Bild                             |
| --------- | ---------------------------------------------------------- | ---------------------- | --- | -------------------------------- |
| 1148      | Mecklenburger Landstraße 24 (53° 57′ 15″ N, 10° 52′ 30″ O) | Massivbau von 1910     | Schutzumfang: Auf das gesamte Gebäude mit umgebender Gartenanlage - Verputzter eingeschossiger Massivbau; Baujahr um 1910; mit hohem Mansardwalmdach - Schutzgrund: geschichtlich, wissenschaftlich, städtebaulich | weitere Fotos \| Fotos hochladen |
| 3207      | Mecklenburger Landstraße 86 (53° 57′ 12″ N, 10° 53′ 7″ O)  | Doppelwohnhaus         | Schutzumfang: Auf das Äußere des Gebäudes - Doppelwohnhaus, 1911 als Sommerhaus errichtet - Schutzgrund: städtebaulich, geschichtlich                                                                              | BW                               |
| 3208      | Mecklenburger Landstraße 88 (53° 57′ 12″ N, 10° 53′ 7″ O)  | Doppelwohnhaus         | Schutzumfang: Auf das Äußere des Gebäudes - Doppelwohnhaus, 1911 als Sommerhaus errichtet - Schutzgrund: städtebaulich, geschichtlich                                                                              | BW                               |

## Parkallee
| Objekt-ID     | Lage                                                         | Offizielle Bezeichnung | Beschreibung | Bild            |
| ------------- | ------------------------------------------------------------ | ---------------------- | --- | --------------- |
| 1189 Wikidata | Parkallee, Dr.-H.-Zippel-Park (53° 57′ 43″ N, 10° 52′ 33″ O) | Kriegerdenkmal         | Schutzumfang: Auf die gesamte Kriegerdenkmalanlage - Kriegerdenkmal von 1919 mit Ergänzung nach dem 2. Weltkrieg (1945) - Schutzgrund: geschichtlich, städtebaulich | Fotos hochladen |

## Pfingstbusch
| Objekt-ID | Lage                                                                | Offizielle Bezeichnung | Beschreibung | Bild                             |
| --------- | ------------------------------------------------------------------- | ---------------------- | --- | -------------------------------- |
| 1646      | Pfingstbusch 2, 2a, Ortsteil Brodten (53° 59′ 20″ N, 10° 51′ 43″ O) | Hofanlage Werner       | Schutzumfang: Auf das Äußere des Gebäudes - Hof Werner; dreiteilige Hofanlage, bestehend aus dem für Wohn- und Wirtschaftszwecke genutzten Hauptgebäude, Scheune und Backhaus in Brodten im Travemünder Winkel - Das zentrale Gebäude dieser Hofanlage stammt aus dem Jahre 1791 mit der Besonderheit des in 1844 vorgesetzten Querflügels. - Die Scheune links wurde ebenfalls 1791 errichtet. Der Torbalken trägt die Inschrift „Ahrend Werner Soli Deo Gloria 1791“. - Sachgesamtheit bestehend aus Pfingstbusch 2 und Pfingstbusch 2 a - Schutzgrund: geschichtlich, wissenschaftlich, städtebaulich | weitere Fotos \| Fotos hochladen |

## Pötenitzer Weg
| Objekt-ID | Lage                                             | Offizielle Bezeichnung                  | Beschreibung | Bild |
| --------- | ------------------------------------------------ | --------------------------------------- | --- | ---- |
| 3200      | Pötenitzer Weg 10 (53° 56′ 58″ N, 10° 52′ 51″ O) | Abfertigungsgebäude des Zivilflughafens | Schutzumfang: Auf das Äußere des Gebäudes sowie die umgebende Freifläche mit Resten des Rollfeldes (Flurstück 25/224) - Ehem. Abfertigungsgebäude des Zivilflughafens der Deutschen Lufthansa, 1927/28 errichtet und 1930 um runden Anbau mit Treppenaufgang zur Aussichtsplattform erweitert - Schutzgrund: geschichtlich | BW   |

## Rönnauer Weg
| Objekt-ID     | Lage                                            | Offizielle Bezeichnung | Beschreibung | Bild                             |
| ------------- | ----------------------------------------------- | ---------------------- | --- | -------------------------------- |
| 1330 Wikidata | Rönnauer Weg 8 a (53° 57′ 13″ N, 10° 50′ 52″ O) | Holländer Mühle        | Schutzumfang: Auf das gesamte Mühlengebäude mit umgebender Freifläche - Galerie-Holländermühle von 1850 - Schutzgrund: geschichtlich, wissenschaftlich, städtebaulich, technisch | weitere Fotos \| Fotos hochladen |

## Rose
| Objekt-ID     | Lage                                  | Offizielle Bezeichnung        | Beschreibung | Bild                             |
| ------------- | ------------------------------------- | ----------------------------- | --- | -------------------------------- |
| 1331 Wikidata | Rose 32 (53° 57′ 38″ N, 10° 52′ 6″ O) | St.-Georg-Kirche (katholisch) | Schutzumfang: Auf das gesamte Kirchengebäude mit Taufkapelle, auf das Äußere des Verbindungsbau zwischen Kirche und Pfarrhaus, sowie auf den gesamten freistehenden Glockenturm und dem Kirchenvorplatz zwischen Kirche, Verbindungsbau und Glockenturm - Katholische Kirche St.-Georg mit Verbindungsbau zum Pfarrhaus, Vorplatz und freistehendem Glockenturm erbaut 1962/63 (Kirchweihe am 26. Mai 1963) nach dem Entwurf des Lübecker Architekten Paul Jansen (gestorben 2008) - Schutzgrund: geschichtlich, wissenschaftlich, künstlerisch, städtebaulich | weitere Fotos \| Fotos hochladen |

## Torstraße
| Objekt-ID | Lage                                        | Offizielle Bezeichnung    | Beschreibung | Bild                             |
| --------- | ------------------------------------------- | ------------------------- | --- | -------------------------------- |
| 1150      | Torstraße 2 (53° 57′ 26″ N, 10° 51′ 51″ O)  | Kleines Querhaus          | Schutzumfang: Auf das Äußere des Gebäudes - Kleines Querhaus mit vergekragtem Dach, verputzt, aus der Zeit um 1800 - Schutzgrund: geschichtlich, wissenschaftlich, städtebaulich | Fotos hochladen                  |
| 1151      | Torstraße 4 (53° 57′ 26″ N, 10° 51′ 50″ O)  | Kleines Haus              | Schutzumfang: Auf das Äußere des Gebäudes insbesondere die Fassade zur Torstraße - Kleines klassizistisches Haus mit geschweiftem dreiecksbekrönten Giebel (Fassade verputzt) - Schutzgrund: geschichtlich, wissenschaftlich, städtebaulich                                                                           | Fotos hochladen                  |
| 1152      | Torstraße 6 (53° 57′ 26″ N, 10° 51′ 50″ O)  | Fachwerkhaus              | Schutzumfang: Auf das Äußere des Gebäudes insbesondere die Fassade zur Torstraße - Fachwerkhaus des 17./18. Jhd.; Ausleger vom Anfang des 18. Jhd. mit Ranken und fahnehaltendem Musketier an der Spitze - Schutzgrund: geschichtlich, wissenschaftlich, städtebaulich                                                | Fotos hochladen                  |
| 1153      | Torstraße 8 (53° 57′ 26″ N, 10° 51′ 50″ O)  | Haus                      | Schutzumfang: Auf das Äußere des Gebäudes - Schmales zweigeschossiges Haus mit waagerecht abgeschlossener schlichter Ziegelfront, vermutlich 2. Hälfte des 19. Jhd. - Schutzgrund: geschichtlich, wissenschaftlich, städtebaulich                                                                                     | Fotos hochladen                  |
| 1154      | Torstraße 10 (53° 57′ 26″ N, 10° 51′ 49″ O) | Haus                      | Schutzumfang: Auf das Äußere des Gebäudes - Schmales zweigeschossiges Haus mit waagerecht abgeschlossener Putzfassade; 2. Hälfte 19. Jhd. - Schutzgrund: geschichtlich, wissenschaftlich, städtebaulich | Fotos hochladen                  |
| 1155      | Torstraße 12 (53° 57′ 26″ N, 10° 51′ 49″ O) | Kleines Backsteinhaus     | Schutzumfang: Auf das Äußere des Gebäudes - Kleines klassizistisches Backsteinhaus aus der Zeit um 1800 - Schutzgrund: geschichtlich, wissenschaftlich, städtebaulich | weitere Fotos \| Fotos hochladen |
| 1156      | Torstraße 14 (53° 57′ 26″ N, 10° 51′ 49″ O) | Haus                      | Schutzumfang: Auf das a) gesamte Wohnhaus b) die gesamte Durchfahrtsscheune c) das gesamte Wirtschaftsgebäude im hinteren Hof d) den gesamten gemauerter Hühnerstall im hinteren Hof - eingeschossiges Haus mit vorgekragtem dreieckigen Fachwerkgiebel - Schutzgrund: geschichtlich, wissenschaftlich, städtebaulich | Fotos hochladen                  |
| 1157      | Torstraße 15 (53° 57′ 24″ N, 10° 51′ 48″ O) | Fachwerkhaus              | Schutzumfang: Auf das Äußere des Gebäudes - Schmales, zweigeschossiges Fachwerkhaus mit leicht ausgekragten Geschossen, vermutlich noch 17. Jhd. - Schutzgrund: geschichtlich, wissenschaftlich, städtebaulich | Fotos hochladen                  |
| 1158      | Torstraße 16 (53° 57′ 26″ N, 10° 51′ 48″ O) | Kleines Haus              | Schutzumfang: Auf das Äußere des Gebäudes, insbesondere auf die Fassade zur Torstraße - Kleines klassizistisches Haus mit geschweiftem dreiecksbekrönten Giebel aus der Zeit um 1800 - Schutzgrund: geschichtlich, wissenschaftlich, städtebaulich                                                                    | weitere Fotos \| Fotos hochladen |
| 1159      | Torstraße 18 (53° 57′ 26″ N, 10° 51′ 48″ O) | Haus                      | Schutzumfang: Auf das Äußere des Gebäudes - eingeschossiges Haus mit geschweiftem, durch Dreieckschluss bekrönten Backsteingiebel - Schutzgrund: geschichtlich, wissenschaftlich, städtebaulich | Fotos hochladen                  |
| 1160      | Torstraße 20 (53° 57′ 25″ N, 10° 51′ 47″ O) | Backsteinhaus             | Schutzumfang: Auf das Äußere des Gebäudes - eingeschossiges klassizistisches Backsteinhaus aus dem frühen 19. Jhd. - Schutzgrund: geschichtlich, wissenschaftlich, städtebaulich | Fotos hochladen                  |
| 1161      | Torstraße 22 (53° 57′ 25″ N, 10° 51′ 47″ O) | Schmales Haus             | Schutzumfang: Auf das Äußere des Gebäudes - Schmales zweigeschossiges Haus mit waagerecht abgeschlossener Putzfassade aus dem späten 19. Jhd. - Schutzgrund: geschichtlich, wissenschaftlich, städtebaulich | Fotos hochladen                  |
| 1162      | Torstraße 24 (53° 57′ 26″ N, 10° 51′ 46″ O) | Backsteinhaus             | Schutzumfang: Auf das Äußere des Gebäudes - eingeschossiges klassizistisches Backsteinhaus mit geschweiftem, dreieckbekrönten Giebel aus der Zeit um 1800 - Schutzgrund: geschichtlich, wissenschaftlich, städtebaulich                                                                                               | Fotos hochladen                  |
| 1163      | Torstraße 26 (53° 57′ 25″ N, 10° 51′ 46″ O) | Gebäude                   | Schutzumfang: Auf das Äußere des Gebäudes - eingeschossiges klassizistisches Gebäude mit dreieckbekröntem Giebel aus der Zeit um 1800 - Schutzgrund: geschichtlich, wissenschaftlich, städtebaulich | Fotos hochladen                  |
| 1164      | Torstraße 28 (53° 57′ 25″ N, 10° 51′ 46″ O) | Haus                      | Schutzumfang: Auf das Äußere des Gebäudes - zweigeschossiges Haus mit Backsteinfront und geschweiftem Giebel aus der Zeit um 1910 - Schutzgrund: geschichtlich, wissenschaftlich, städtebaulich | Fotos hochladen                  |
| 1165      | Torstraße 30 (53° 57′ 25″ N, 10° 51′ 45″ O) | Doppelhaushälfte          | Schutzumfang: Auf das Äußere des Gebäudes - Linke Hälfte eines ehem. eingeschossigen Doppelhauses aus Fachwerk mit verbrettertem vorgekragten Giebel aus dem Ende des 18. Jhd. - Schutzgrund: geschichtlich, wissenschaftlich, städtebaulich                                                                          | Fotos hochladen                  |
| 1166      | Torstraße 32 (53° 57′ 25″ N, 10° 51′ 45″ O) | Backsteinhaus             | Schutzumfang: Auf das Äußere des Gebäudes - eingeschossiges klassizistisches Backsteinhaus mit geschweiftem, dreieckbekrönten Giebel aus der Zeit um 1800 - Schutzgrund: geschichtlich, wissenschaftlich, städtebaulich                                                                                               | Fotos hochladen                  |
| 1730      | Torstraße 40 (53° 57′ 26″ N, 10° 51′ 44″ O) | Aktualisierung vorgesehen | Aktualisierung vorgesehen | BW                               |

## Travemünder Landstraße
| Objekt-ID | Lage                                                              | Offizielle Bezeichnung    | Beschreibung | Bild |
| --------- | ----------------------------------------------------------------- | ------------------------- | --- | ---- |
| 1754      | Travemünder Landstraße 304/Halle A (53° 57′ 14″ N, 10° 51′ 25″ O) | Bootsbauhalle - Halle A   | Schutzumfang: Auf die gesamte Halle A mit ehem. Schmiede - 1924 errichtete Bootsbauhalle in Fachwerk mit Ziegelausfachung - Schutzgrund: geschichtlich, städtebaulich                                                                               | BW   |
| 1753      | Travemünder Landstraße 304/Halle B (53° 57′ 14″ N, 10° 51′ 24″ O) | Bootslagerhalle - Halle B | Schutzumfang: Auf die gesamte Halle B ohne spätere Anbauten - 1924 errichtete langgestreckte Bootslagerhalle in Holzkonstruktion mit 16 Fensterachsen - Schutzgrund: geschichtlich, städtebaulich - 2021 für einen Neubau der Böbswerft abgebrochen | BW   |

## Trelleborgallee
| Objekt-ID     | Lage                                             | Offizielle Bezeichnung | Beschreibung | Bild                             |
| ------------- | ------------------------------------------------ | ---------------------- | --- | -------------------------------- |
| 1740 Wikidata | Trelleborgallee 2 (53° 57′ 43″ N, 10° 52′ 52″ O) | Maritim Hotel          | Schutzumfang: Auf das gesamte Gebäude - Hochhaus von 1972 in markanter Lage im Winkel zwischen Trave und Ostsee - Schutzgrund: städtebaulich, geschichtlich | weitere Fotos \| Fotos hochladen |

## Vogteistraße
| Objekt-ID     | Lage                                                                 | Offizielle Bezeichnung    | Beschreibung | Bild                             |
| ------------- | -------------------------------------------------------------------- | ------------------------- | --- | -------------------------------- |
| 2659 Wikidata | Vogteistraße 7, 13, 19, 48/Rose 11, 13 (53° 57′ 31″ N, 10° 52′ 0″ O) | Hafenbahnhof              | Schutzumfang: Die Gruppe stellt die eisenbahngeschichtliche Entwicklung Travemündes im späten 19. und frühen 20. Jhd. dar - Die Gruppe stellt die eisenbahngeschichtliche Entwicklung Travemündes im späten 19. und frühen 20. Jhd. dar - Sachgesamtheit bestehend aus Rose 11, Rose 13, Vogteistraße 7, Vogteistraße 13, Vogteistraße 19, Vogteistraße 48 - Schutzgrund: städtebaulich, wissenschaftlich, geschichtlich                                 | weitere Fotos \| Fotos hochladen |
| 1167          | Vogteistraße 13 (53° 57′ 31″ N, 10° 52′ 0″ O)                        | Hafenbahnhof              | Schutzumfang: Auf die Hauptgebäude mit Seitenflügel und Anbauten, dem westlich freistehenden Gebäude und auf die Bahnsteige mit Überdachung - Durchgangsbahnhof mit seitlichem Hauptgebäude und Inselbahnsteig der Lübeck-Büchener-Eisenbahngesellschaft, erbaut nach Plänen des Architekten Fritz Klingholz, eröffnet am 3. Juli 1918 - Teil der Sachgesamtheit - Hafenbahnhof - Schutzgrund: geschichtlich, wissenschaftlich, technisch, städtebaulich | BW                               |
| 1757          | Vogteistraße 48 (53° 57′ 31″ N, 10° 52′ 5″ O)                        | Aktualisierung vorgesehen | Aktualisierung vorgesehen - Teil der Sachgesamtheit - Hafenbahnhof | BW                               |

## Vorderreihe
| Objekt-ID     | Lage                                            | Offizielle Bezeichnung             | Beschreibung | Bild                             |
| ------------- | ----------------------------------------------- | ---------------------------------- | --- | -------------------------------- |
| 1338          | Vorderreihe 1 (53° 57′ 23″ N, 10° 51′ 56″ O)    | Handwerker- oder Fischerhaus       | Schutzumfang: Auf das gesamte Gebäude - eingeschossiges großes Handwerker- oder Fischerhaus des 18. Jhd. mit ausgebautem Mansarddach - Schutzgrund: geschichtlich, wissenschaftlich, städtebaulich | Fotos hochladen                  |
| 1168          | Vorderreihe 2 (53° 57′ 23″ N, 10° 51′ 56″ O)    | Kleines Haus                       | Schutzumfang: Auf das Äußere des Gebäudes, insbesondere auf die Fassade zur Vorderreihe - Kleines klassizistisches Haus mit dreieckbekröntem Giebel aus der Zeit um 1800 - Schutzgrund: geschichtlich, wissenschaftlich, städtebaulich                                                                   | Fotos hochladen                  |
| 1169          | Vorderreihe 3 (53° 57′ 23″ N, 10° 51′ 56″ O)    | Kleines Haus                       | Schutzumfang: Auf das Äußere des Gebäudes insbesondere die Front zur Vorderreihe - Kleines klassizistisches Haus mit geschweiftem, dreieckbekrönten Giebel aus der Zeit um 1800 - Schutzgrund: geschichtlich, wissenschaftlich, städtebaulich                                                            | Fotos hochladen                  |
| 1170          | Vorderreihe 7 (53° 57′ 24″ N, 10° 51′ 58″ O)    | Ehem. Amtsscheune                  | Schutzumfang: Auf das Äußere des Gebäudes - Ehem. Amtsscheune, später Spritzenhaus; Traufenhaus des 17. Jhd. - Schutzgrund: geschichtlich, wissenschaftlich, städtebaulich | Fotos hochladen                  |
| 1171 Wikidata | Vorderreihe 7 (53° 57′ 23″ N, 10° 51′ 59″ O)    | Ehem. Vogtei; ehem. Polizeigebäude | Schutzumfang: Auf das gesamte Gebäude - Ehem. Vogteigebäude mit Renaissance-Treppengiebel aus der Zeit um 1600 - Schutzgrund: geschichtlich, wissenschaftlich, städtebaulich | weitere Fotos \| Fotos hochladen |
| 1172          | Vorderreihe 29 (53° 57′ 25″ N, 10° 52′ 9″ O)    | Gebäude                            | Schutzumfang: Auf das gesamte Gebäude - 1814/15 in Backsteinfachwerkbauweise errichtetes, zweigeschossiges Gebäude mit Mansarddach auf älterem Balken- und Gewölbekeller; ehemaliges Hotel Stadt Hamburg - Schutzgrund: geschichtlich, wissenschaftlich, städtebaulich                                   | Fotos hochladen                  |
| 1173          | Vorderreihe 29 a (53° 57′ 24″ N, 10° 52′ 10″ O) | Wohnhaus                           | Schutzumfang: Auf das Äußere des Altgebäudes - eingeschossiges ehem. Amts- und Wohnhaus mit Krüppelwalmdach und großen Zwerchhäusern zu Trave und Straße, im Kern 18. Jhd.; Haus Der Stern, ehemalige Lotsenkommandantur und Zollgebäude - Schutzgrund: geschichtlich, städtebaulich                     | Fotos hochladen                  |
| 1174          | Vorderreihe 32 (53° 57′ 25″ N, 10° 52′ 11″ O)   | Haus                               | Schutzumfang: Auf das gesamte Gebäude - zweigeschossiges Haus mit Mansarddach, ausgeführt in Backsteinfachwerkbauweise, Bauzeit Ende 18. Jhd. - Schutzgrund: geschichtlich, wissenschaftlich, städtebaulich                                                                                              | weitere Fotos \| Fotos hochladen |
| 1175          | Vorderreihe 33 (53° 57′ 26″ N, 10° 52′ 11″ O)   | Wohn- und Geschäftshaus            | Schutzumfang: Auf das gesamte Gebäude - Giebelständiges Wohn- und Geschäftshaus des 17. Jhd. mit Seitenflügel - Schutzgrund: geschichtlich, wissenschaftlich, städtebaulich | Fotos hochladen                  |
| 4113          | Vorderreihe 40 (53° 57′ 27″ N, 10° 52′ 13″ O)   | Giebelhaus                         | Schutzumfang: Gesamtes Gebäude aus Vorderhaus und Seitenflügel. - Zweigeschossiges, durch schmale seitliche Luchten freistehendes Giebelhaus in Ständerwerk mit ausgebautem Mansarddach. - Schutzgrund: geschichtlich, wissenschaftlich, städtebaulich                                                   | BW                               |
| 1176          | Vorderreihe 48 (53° 57′ 28″ N, 10° 52′ 15″ O)   | Wohnhaus mit Seitenflügel          | Schutzumfang: Auf das gesamte Gebäude bestehend aus Vorderhaus und Seitenflügel - zweigeschossiges Wohnhaus mit Seitenflügel des 17. Jhd./Anfang 18. Jhd.; mit späterem Verandavorbau des 19. Jhd. - Schutzgrund: geschichtlich, wissenschaftlich, städtebaulich                                         | Fotos hochladen                  |
| 1729          | Vorderreihe 49 (53° 57′ 28″ N, 10° 52′ 15″ O)   | Aktualisierung vorgesehen          | Schutzumfang: Aktualisierung vorgesehen | BW                               |
| 1654          | Vorderreihe 59 (53° 57′ 32″ N, 10° 52′ 22″ O)   | Ziegelbau                          | Schutzumfang: Auf das gesamte Gebäude auf tiefem Grundstück mit rückseitigem Garten - dreigeschossiger, giebelständiger, zur Vorderreihe verputzter Ziegelbau mit dem Straßenansicht prägenden hölzernen Verandavorbau über zwei Geschosse - Schutzgrund: geschichtlich, wissenschaftlich, städtebaulich | BW                               |
| 1177          | Vorderreihe 61 (53° 57′ 32″ N, 10° 52′ 24″ O)   | Haus für Sommergäste               | Schutzumfang: Auf das gesamte Gebäude - Haus; zweigeschossig - Schutzgrund: geschichtlich, wissenschaftlich, städtebaulich | weitere Fotos \| Fotos hochladen |

## Wiekstraße
| Objekt-ID | Lage                                                                    | Offizielle Bezeichnung | Beschreibung | Bild            |
| --------- | ----------------------------------------------------------------------- | ---------------------- | --- | --------------- |
| 1178      | Wiekstraße (Lage gegenüber Wiekstraße 3) (53° 57′ 10″ N, 10° 53′ 11″ O) | Ehrenmal               | Schutzumfang: Ehrenmal - Erinnerungsmal - Schutzgrund: geschichtlich, wissenschaftlich | Fotos hochladen |
| 1647      | Wiekstraße 3 (53° 57′ 9″ N, 10° 53′ 12″ O)                              | Klinkergebäude         | Schutzumfang: Auf das gesamte Gebäude mit Freiflächen nach hinten und zur Straße - eingeschossiges Klinkergebäude auf Hochkeller über annähernd quadratischem Grundriss mit Walmdach - Schutzgrund: geschichtlich, wissenschaftlich, städtebaulich | BW              |
| 2611      | Wiekstraße 3 a (53° 57′ 5″ N, 10° 53′ 8″ O)                             | Verwaltungsgebäude     | Schutzumfang: Auf das im Lageplan mit E gekennzeichnete Gebäude (jetzige Seemannsschule) sowie auf den es umgebenden gestaltenden Außenraum - Ehem. Verwaltungsgebäude und Bestandteil der „Erprobungsstelle See“, Gebäudeabschnitt: jetzige „Seemannsschule“ - Schutzgrund: geschichtlich | BW              |
| 1746      | Wiekstraße 5 (53° 57′ 9″ N, 10° 53′ 10″ O)                              | Klinkergebäude         | Schutzumfang: Auf das Äußere des Gebäudes - eingeschossiges Klinkergebäude auf Hochkeller über annähernd quadratischem Grundriss mit Walmdach; 1929 als eines von zwei gleichen Gebäuden an der Westseite der Einfahrt zur „Erprobungsstelle für Seeflugzeuge“ errichtet - Schutzgrund: geschichtlich | BW              |
| 1745      | Wiekstraße 5a (53° 57′ 7″ N, 10° 53′ 10″ O)                             | Berufsbildungsstätte   | Schutzumfang: A: Berufsbildungsstätte, B: Internat der Berufsbildungsstätte, C: Turnhalle der Berufsbildungsstätte, D: Pförtnerhaus, E: Verwaltungsgebäude der ehemaligen „Erprobungsstelle für See“ von 1935, sowie auf den sie umgebenden gestaltenden Außenraum - Berufsbildungsstätte, 1975–82 nach Entwurf des Architekten Kuno Dannien in Abschnitten errichtete Anlage aus mehreren Gebäuden unter Einbezug einiger erhaltener Gebäudeteile der 1935 errichteten Erprobungsstelle See - Schutzgrund: geschichtlich | BW              |

## Ehemalige Kulturdenkmale
| Objekt-ID     | Lage                                                       | Offizielle Bezeichnung  | Beschreibung | Bild                             |
| ------------- | ---------------------------------------------------------- | ----------------------- | --- | -------------------------------- |
| 1149 Wikidata | Passathafen (53° 57′ 55″ N, 10° 51′ 40″ O)                 | Schiff                  | Stählerne Viermastbark Passat, 1911 gebaut bei Blohm & Voß, Hamburg, seit 1978 als Museumsschiff in Travemünde                                                                            | weitere Fotos \| Fotos hochladen |
|               | Kirchenstraße 10 (53° 57′ 26″ N, 10° 51′ 52″ O)            | Wohnhaus mit Bäckerei   | Eingeschossiges Eckhaus die Vorderfront mit geschrägtem Giebel und dreieckigem Giebelaufsatz, verputz, Ladenausbauten neu, Traufseiten in Fachwerk, 1. Hälfte 19. Jh.                     | Fotos hochladen                  |
|               | Kurgartenstraße 63 (53° 57′ 28″ N, 10° 52′ 8″ O)           | Backsteinhaus           | Eingeschossiges Backsteinhaus mit Giebelgestaltung wie [Kurgartenstraße] Nr. 41. Um 1800.                                                                                                 | BW                               |
|               | Torstraße 9 (53° 57′ 24″ N, 10° 51′ 49″ O)                 | Backsteinhaus           | Eingeschossiges verputztes Backsteinhaus mit geschweiftem, dreieckbekröntem Giebel. Um 1800.                                                                                              | Fotos hochladen                  |
|               | St.-Georg-Kirche (53° 57′ 38″ N, 10° 52′ 5″ O)             | Kruzifix                | Kruzifix, 1932 von Ernst Barlach, in der St.-Georg-Kirche in Travemünde | BW                               |
|               | Travemünder Landstraße (53° 57′ 11″ N, 10° 51′ 14″ O)      | St. Jürgen-Siechenhaus  | St.-Jürgen-Siechenhaus, Denkmalschutz nach 1976 aufgehoben und Gebäude abgerissen | BW                               |
|               | Hauptstraße, Lübeck-Brodten (53° 59′ 12″ N, 10° 51′ 43″ O) | Kate                    | Kate | BW                               |
|               | Lübeck-Brodten (53° 59′ 11″ N, 10° 51′ 47″ O)              | Haus Porr               | Haus Porr | BW                               |
|               | Ivendorfer Landstraße (53° 56′ 12″ N, 10° 50′ 28″ O)       | Ehemaliges Wegezollhaus | Kleines eingeschossiges Backsteinhaus mit Dacherker und reetgedecktem Walmdach | BW                               |
| 1145          | Kurgartenstraße 90 (53° 57′ 29″ N, 10° 52′ 14″ O)          | Fachwerkgebäude         | Schutzumfang: Auf das gesamte Gebäude - eingeschossiges Fachwerkgebäude mit großem Mansarddach; Teil eines Gebäudeensembles - Schutzgrund: geschichtlich, wissenschaftlich, städtebaulich | Fotos hochladen                  |
|               | Lübeck-Teutendorf (53° 57′ 53″ N, 10° 50′ 14″ O)           | Haus v. Essen           | Haus v. Essen | BW                               |
|               | Lübeck-Teutendorf (53° 57′ 50″ N, 10° 50′ 15″ O)           | Kate                    | Kate zum Hof Schrader | BW                               |